# Abaciscus figlina
Abaciscus figlina là một loài bướm đêm thuộc họ Geometridae. Nó được Swinhoe miêu tả năm 1890. Nó được tìm thấy ở Himalaya và Myanma.